# Armadillo pallidus
Armadillo pallidus is een pissebed uit de familie Armadillidae. De wetenschappelijke naam van de soort is voor het eerst geldig gepubliceerd in 1902 door Gustav Budde-Lund.